# Tell Abraq
Tell Abraq (Arabisch: تل أبرق) is een archeologische vindplaats in de Verenigde Arabische Emiraten. Het was een heuvel van niet meer dan 10 m hoogte in een anderszins vlak landschap en mat niet meer dan 4 ha in oppervlak. De plaats is gelegen aan de kustweg van Abu Dhabi naar Ras al-Khaimah waar deze de weg van Umm al-Qaiwain naar Falaj al Mu'alla kruist, op de grens van de beide emiraten Umm al-Qaiwain en Sharjah.
De naam zoals deze in de oudheid was is niet bekend, maar het is vrijwel zeker dat dit een belangrijk centrum in het oude Magan was. Opgravingen laten vondsten zien vanaf ongeveer 2200 v.Chr. tot de tweede helft van het eerste millennium v.Chr. Nadien schijnt de plaats vrijwel niet meer bewoond te zijn.
Opgravingen begonnen in 1989 onder de Deense archeologe Anne-Marie Mortensen. Zij vond al snel dat het om een oude fortificatie ging, een versterkte toren van 40 m doorsnee. Het aardewerk dat gevonden werd gaf een idee van de hoge ouderdom van de vindplaats.
Er zijn veel aanwijzingen dat er aan metallurgie gedaan werd, met name de vervaardiging van brons. Er worden druppeltjes koper gevonden die laten zien dat dit metaal hier gesmolten werd. 